# Morgan Super 3
La Morgan Super 3 est une automobile à trois roues (Tricar) produite par le constructeur automobile britannique Morgan Motor à partir de 2022.

## Présentation

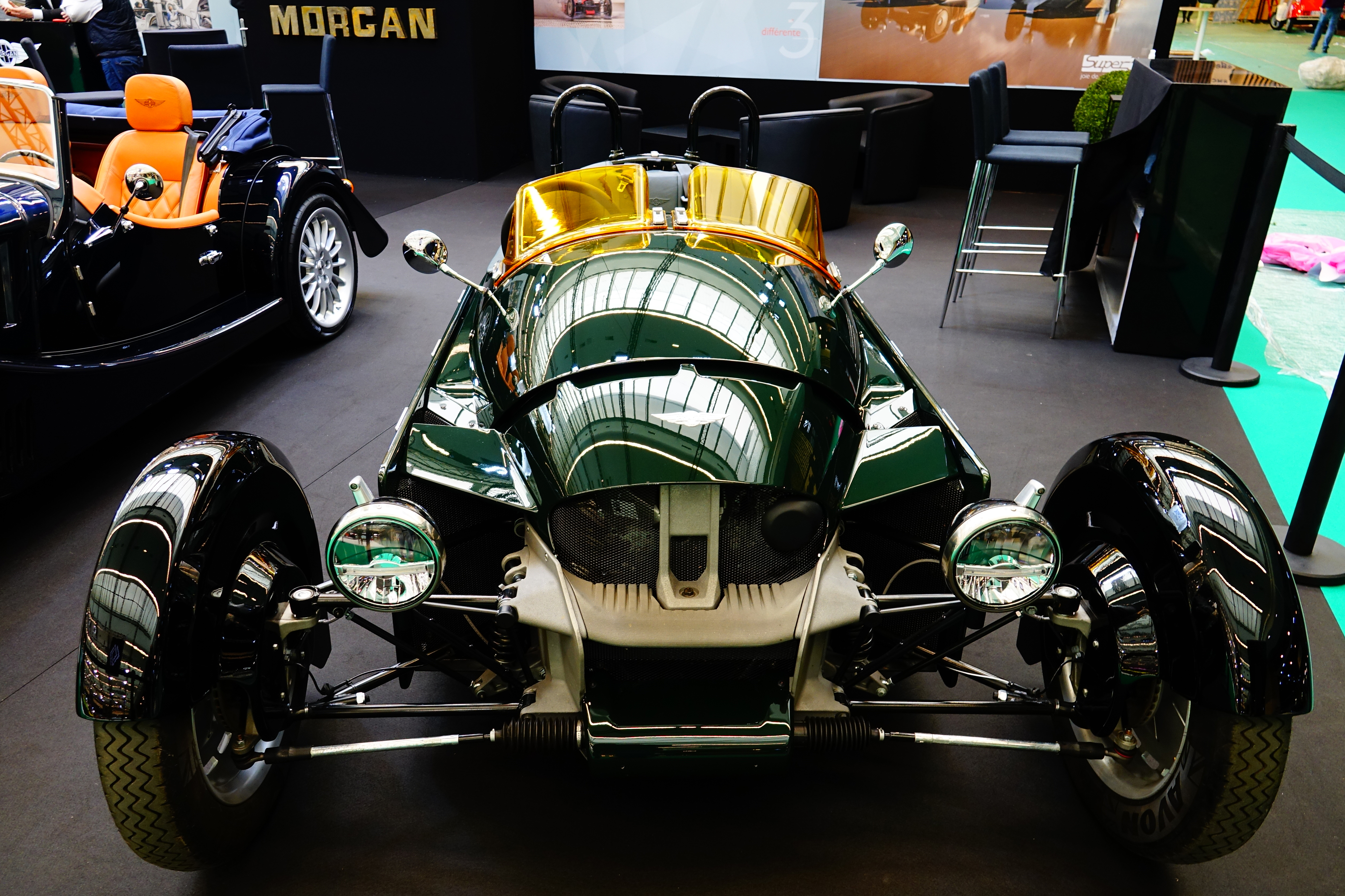
Face avant

La troisième génération de la 3-Wheeler de Morgan est annoncée en décembre 2021 par une série d'images d'études et présentée officiellement le 24 février 2022. Elle sera initialement disponible en Europe et aux États-Unis. Elle prend le nom de Morgan Super 3 et elle est produite dans l'usine de la Morgan Motor Company Ltd à Malvern dans le Worcestershire, en Angleterre.

## Caractéristiques techniques
La Morgan Super 3 repose sur une novelle plateforme technique monocoque en aluminium collé, version évoluée de la plateforme des Plus Six et Plus Four, qui permet de l'alléger, de la rigidifier, d’augmenter la stabilité et de laisser plus d’espace pour les passagers. Mais pour autant, la Super 3 pèse 635 kg contre 515 kg pour sa prédécesseure, mais elle a grandi de 32 cm et reçoit un 3-cylindres contre un bicylindre en V auparavant.
Seuls deux petits pare-brise servent de protection contre le vent pour les passagers. Une capote souple n’est pas disponible. Tous les ensembles à l’intérieur du cockpit doivent être étanches à la poussière et protégés contre les projections d’eau conformément à la norme IP64. Les sièges sont installés en permanence; Les pédales et la colonne de direction sont réglables pour s’adapter la position assise du conducteur. Des instruments entièrement numériques au look classique sont installés dans le cockpit.

### Motorisation

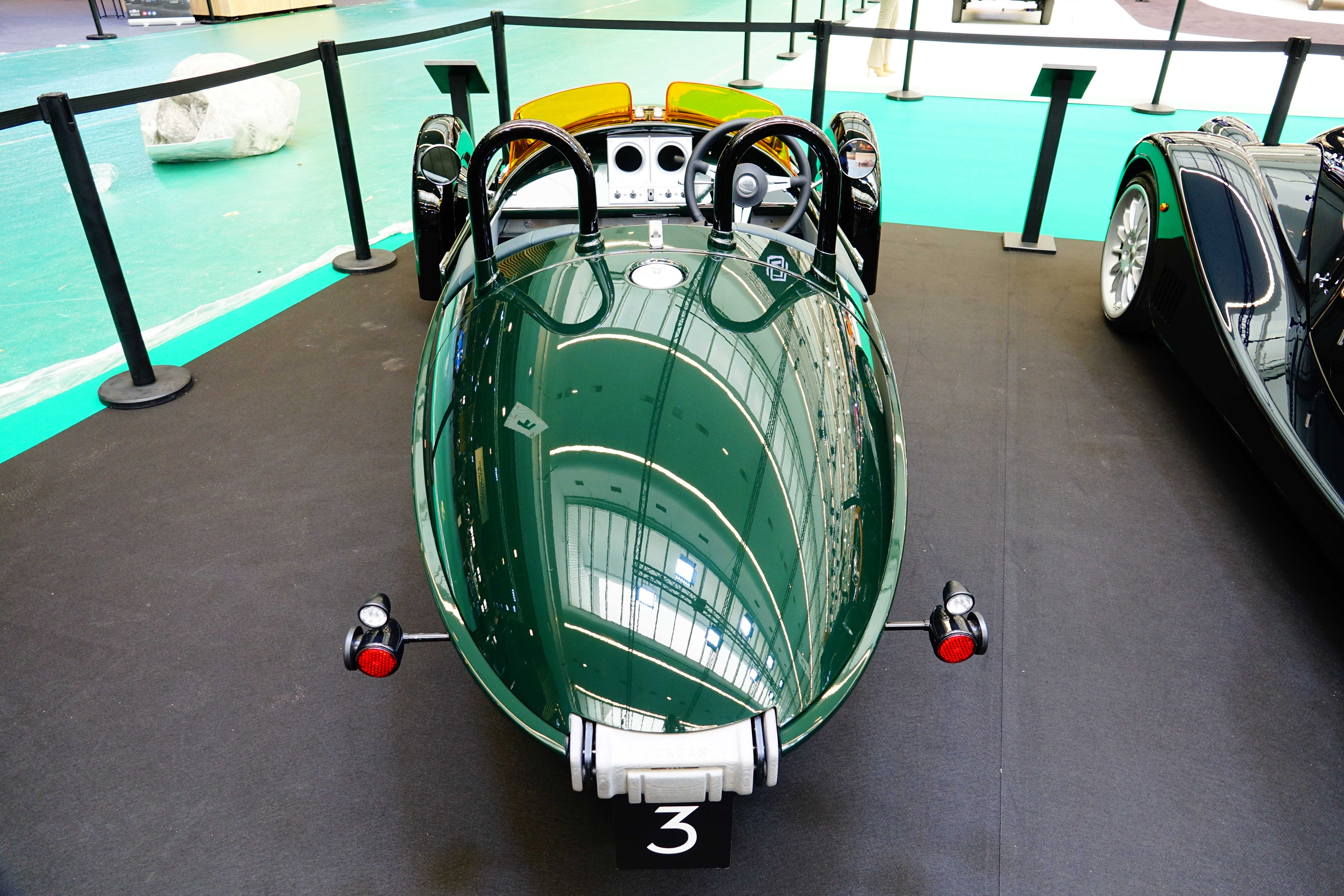
Vue arrière du tricar

La « trois-roues » de troisième génération est motorisée par un moteur trois cylindres atmosphérique EcoBoost de 1,5 L (1 432 cm³) d'origine Ford, installé en position centrale avant (entre l'essieu avant et le pare-brise) et dissimulé sous un capot à l’opposé du 3-roues, d'une puissance de 118 ch (87 kW) et 150 N m de couple, équipant notamment la Ford Fiesta ST mais dépourvu de son turbocompresseur. La roue arrière est également entraînée. La Super 3 met sept secondes pour atteindre le 0 à 60 mph et la vitesse de pointe est donnée à 130 mph (210 km/h). Le moteur est accouplé à une boîte de vitesses manuelle à 5 rapports d'origine Mazda, que l'on retrouve sur la MX-5 et sur la Three-Wheeler de seconde génération.
| (données constructeur)     | 1.5 EcoBoost (Ford Dragon) |
| -------------------------- | -------------------------- |
| Moteur                     | 3-cylindres essence        |
| Admission                  | Atmosphérique              |
| Cylindrée (cm³)            | 1432                       |
| Puissance maximale ch (kW) | 118 (87)                   |
| au régime de (tr/min)      | 6500                       |
| Couple maximal (N m)       | 150                        |
| au régime de (tr/min)      | 4500                       |
| Boîte de vitesses          | Manuelle 5 rapports (BVM5) |
| Transmission               | Propulsion                 |
| Vitesse maximale (km/h)    | 209                        |
| 0-100 km/h (s)             | 7,0                        |
| Consommation (ℓ/100 km)    | 7,0                        |
| Émissions de CO2 (g/km)    | 130                        |
| Capacité du réservoir (ℓ)  | 32                         |
| Masse à vide (kg)          | 635                        |
| Norme environnementale     | Euro 6D Full               |

## Finitions
- Contemporary
- Classic
- Touring